# 국제전자센터
국제전자센터(영어: Kukje Electronics Center)는 대한민국 서울특별시 서초구 서초동에 위치하고 있는 마천루다. 각종 전자제품을 판매하는 전자상가를 비롯한 여러 업체들이 입주하여 있다.

## 입주 시설
| 층수                | 시설                                   |
| ------------------- | -------------------------------------- |
| 16층 ~ 24층         | 오피스                                 |
| 14층 ~ 15층         | 오피스텔                               |
| 12층 ~ 13층         | 한방병원                               |
| 11층                | 식당                                   |
| 10층                | 오피스, 병원                           |
| 9층                 | 게임기, 게임 소프트, 취미              |
| 6층 ~ 8층           | 컴퓨터, 주변기기, 부품                 |
| 5층                 | 폰, 사무기기                           |
| 4층                 | 주로 소리 관련 가전(뮤직 앨범, 보청기) |
| 2층 ~ 3층           | 디카/종합 생활 가전                    |
| 1층                 | 롯데슈퍼, 은행                         |
| 지하 1층            | 상점가                                 |
| 지하 7층 ~ 지하 2층 | 지하주차장                             |